# 熊谷川 (徳島県)
熊谷川（くまだにがわ）は、徳島県阿南市を流れる那賀川水系の河川である。

## 地理
阿南市熊谷町シル谷の八頭谷と城内谷との合流点から那賀川合流点までを流れる。支流に野尻川が流れている。
流域には徳島県道282号大井南島線や徳島県立阿南支援学校がある。

## 支流
- 野尻川

## 流域の自治体
徳島県
阿南市